# ذهب (فلم 2022)
ذهب (بالإنجليزية: Gold) هو فيلم إثارة أسترالي من إخراج أنتوني هايس وبطولة زاك إيفرون، سوزي بورتر وأنتوني هايس.

## روابط خارجية
مقالات تستعمل روابط فنية بلا صلة مع ويكي بيانات